# 结构因子
在凝聚态物理学和晶体学中，静态结构因子（或简称结构因子）是一种描述材料如何散射入射波的数学表示形式。结构因子在描述X射线、电子衍射和中子衍射实验获得的干涉图样时特别有用。
结构因子的测量不需要分辨散射的光子、电子或中子的能量。而能量分辨的测量可以得出动态结构因子。